# Black Country, New Road
Black Country, New Road är ett brittiskt rockband från Cambridgeshire. Gruppens musik har kategoriserats som experimentell rock, postpunk och postrock.
Några dagar innan utgivningen av deras andra studioalbum, Ants from Up There, lämnade sångaren Isaac Wood bandet. De resterande bandmedlemmarna fortsatte att spela ihop.

## Diskografi

### Studioalbum
- 2021 – For the First Time
- 2022 – Ants from Up There
- 2025 – Forever Howlong

### Livealbum
- 2023 – Live at Bush Hall

### EP-skivor
- 2021 – Never Again